# Luigi Camenisch
Luigi Camenisch (* 1919 in Lugano; † 2011) war ein Schweizer Architekt und Vertreter der Tessiner Schule.

## Werdegang
Gemeinsam mit Tita Carloni führte er ab 1956 ein Architekturbüro in Lugano. Ab 1961 unterhielt er dort ein eigenes Büro.

## Bauten

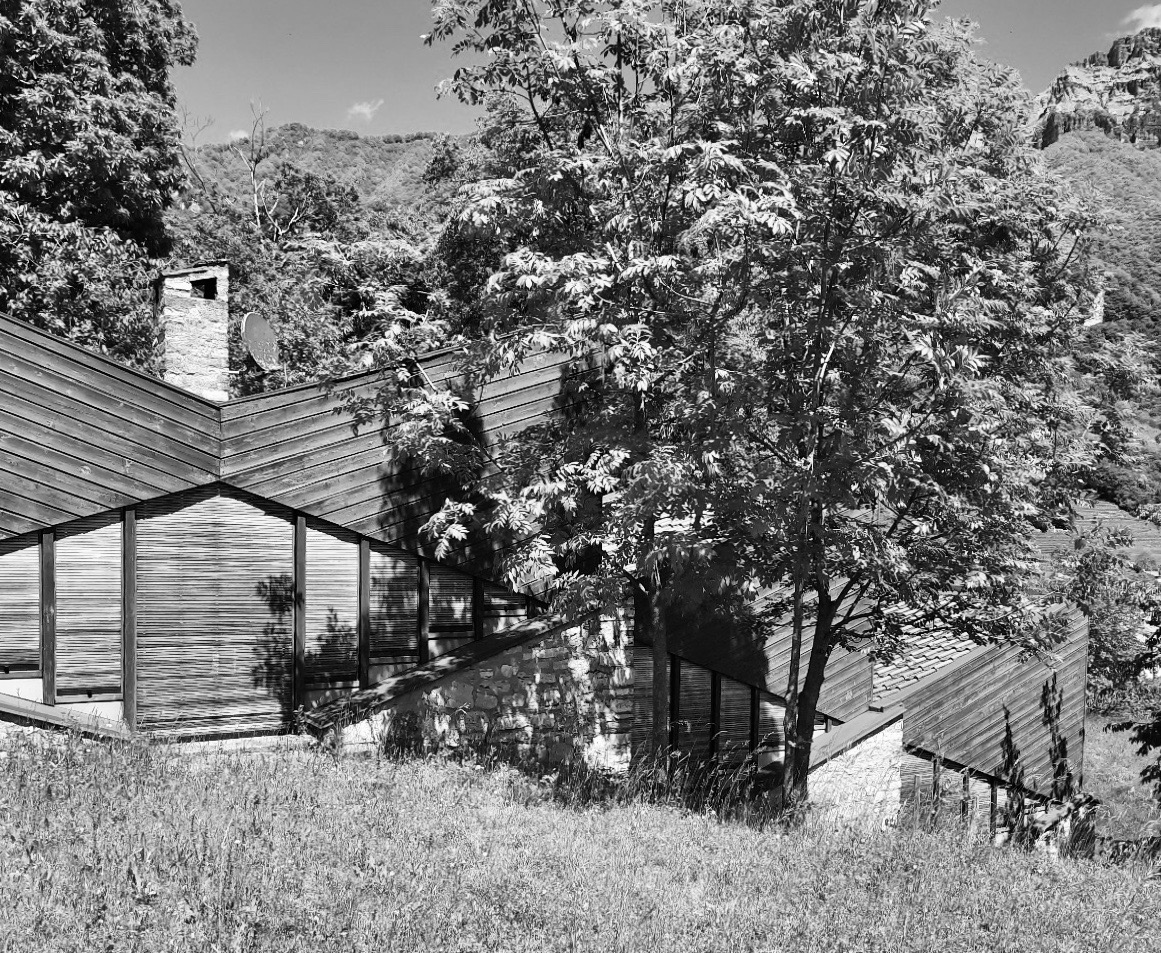
Casa Balmelli, Rovio

in Arbeitsgemeinschaft mit Tita Carloni
- 1956–1957: Casa Balmelli, Rovio[3][4] Die Casa Balmelli ist Kulturgut der Gemeinde Val Mara
- 1957: Albergo Arizona, Lugano
- 1957: Casa Carloni, Pregassona[5][6]
- 1960: Palazzo Bianchi, Lugano
- 1960: Wohnhäuser, Bissone[7]

nicht realisiert:
- 1964: Ausstellungsbauten in Holz an der Schweizerischen Landesausstellung mit Peppo Brivio[8]

## Ehemalige Mitarbeiter
- 1958–1961: Mario Botta
- 1961–1964: Walter von Euw